# سلسلة إطلاق النار في مالمو 2009-2010
عمليات إطلاق النار في مالمو هي سلسلة من الهجمات من قبل مطلق نار تسلسلي، متطرف يميني والذئب المنفرد بيتر مانجز في مدينة مالمو الجنوبية السويدية بين ديسمبر 2009 وأكتوبر 2010. استهدف مطلق النار ذوي البشرة الداكنة وأصحاب المظاهر غير السويدية.
بحلول 23 أكتوبر 2010، تم ربط ما يصل إلى 15 عملية إطلاق نار بالمشتبه به نفسه لكن الشرطة لم تتمكن من تحديده.

## الحادث
في ديسمبر 2009، بدأت الهجمات باستخدام مسدس من طراز جلوك 19 ملم. في الوقت نفسه، تم ربط إطلاق النار على امراة تبلغ من العمر 20 عاما في أكتوبر 2009 بنفس الجاني. تم اعتبار تلك المرأة هي الضحية السويدية الوحيدة لتلك العمليات أثناء سيرها مع صديقها المهاجر. تم ربط الحادثة إلى السلسلة من خلال أدلة الطب الشرعي والتي أثبتت أن السلاح المستخدم كان نفس المسدس الذي استخدم في العديد من الهجمات الأخرى.
سرعان ما أدت الهجمات إلى نشر الخوف بين السكان المهاجرين في مالمو. صرح زعيم الجمعية الإيرانية السويدية في مالمو، تهمور ياسامي قائلا:
«إن العديد من الناس يعيشوا في حالة من الرعب والفزع، خصوصا العائلات التي لديها أطفال».
حذرت الشرطة المحلية من انتشار حالة الهلع، مؤكدة أن نسبة تعرض أي فرد لحادث إطلاق نار منخفض جدا. في الوقت نفسه حذرت الأقليات العرقية من السير في المناطق المنعزلة بعد حلول الظلام، الوقت المخصص لوقوع الهجمات.

## مرتكب الجريمة
تمت مقارنة أسلوب مطلق النار مع أساليب إرهابيين آخرين من أمثال جون أوسونيوس، الذي أطلق عليه اسم «رجل الليزر»، صاحب جرائم مماثلة في الفترة ما بين عامي 1991-1992 استهدف فيها 11 رجلا من أصول مهاجرة في ستوكهولم ومنطقة أوبسالا مما أسفر عن مقتل شخص واحد.
في 6 نوفمبر 2010، أعلنت الشرطة السويدية أنها ألقت القبض على رجل يشتبه في أنه مطلق النار. وفقاً لشرطة مالمو، يعتبر ذلك الشخص موضع شك في جريمة قتل واحدة وسبعة محاولات قتل. كان الرجل المعتقل هو السويدي بيتر مانجز البالغ من العمر 38 عاما، أثناء التحقيقات صرح بيتر عن مشاعره المعادية للمهاجرين واعجابه بجون أوسونيوس.
تماماً مثل أوسونيوس، كان والد مانغز نفسه مهاجرا حيث جاء من نربس، فنلندا. دافع محامي مانغز بأن موكله يشعر بالغربة والإحباط مع المجتمع وأنه يعاني من متلازمة أسبرجر وأنه يعاني منه منذ عام 2005 عندما انضم إلى جمعية للأشخاص المصابين بمتلازمة أسبرجر، تم تشخيصه بشكل رسمي في مايو 2009. كان لديه درجة عالية جدا من 19 على جدول المراقبة التشخيصية بالتوحد (ADOS).
حكمت المحكمة على مانغ بأنه مذنب في جريمتي قتل وأربع محاولات قتل، ليحكم عليه بالسجن المؤبد. رفضت محكمة الاستئناف في سكانيا وبليكينج محاولة من جانب مانجس لتخفيف الحكم بل وأدانته بثلاث محاولات قتل أخرى. في 25 أبريل 2013، رفضت المحكمة العليا في يونيو في نفس العام طلب آخر للاستئناف.

## قائمة الحوادث
ارتبطت عمليات إطلاق النار التالية بنفس المشتبه به:
1. عام 2003: قتل مانجز رجلاً إيرانياً في شقته.[19]
2. 10 أكتوبر 2009: قُتلت تريز ويست بيرسون، البالغة من العمر 20 عاماً بالرصاص أثناء جلوسها في سيارة في فاسترا سكرافلينج كيركوف مع صديقها ذو البشرة الداكنة والبالغ عمره 21 عاما والذي أصيب هو أيضا بجروح خطيرة بالقرب من مسجد مالمو.
3. 23 أكتوبر 2009: أطلقت عدة طلقات على شقة في هياكنت جاتان.
4. 31 ديسمبر 2009: تم إطلاق النار على مسجد مالمو. لم يتعرض أحد للإصابة لكن أصيب إمام في الرقبة بسبب الزجاج المكسور.
5. 25 يناير 2010: أصيب فتى يبلغ من العمر 17 عامًا في الصدر ورجل يبلغ من العمر 36 عامًا في ساقه خارج متجر في راسموسغاتان. تشتبه الشرطة في أن الشاب البالغ من العمر 17 عاما كان هو الهدف، بينما إصابة الرجل كانت بالصدفة.
6. 12 مارس 2010: إطلاق النار على منزل في هوردس فيغ. رجحت وسائل الإعلان أن الهدف ربما كان الشاب البالغ من العمر 22 عامًا الذي نجا من الهجوم في 10 أكتوبر.
7. 16 مارس 2010: الاعتداء على شابين يبلغ أحدهما من العمر 21 عاماً و 22 عاماً من مسافة قريبة أثناء جلوسهما في سيارة.
8. 19 يونيو 2010: إطلاق النار على ثلاثة رجال أفارقة أثناء مغادرتهم لسيارة أجرة في ريجمنتساتان. واحد فقط هو من تعرض للضرب لكنه جروحه كانت نتيجة حروق فقط.
9. 26 يونيو 2010: إطلاق النار على رجل يبلغ من العمر 30 عامًا من خلال نافذة صالة الألعاب الرياضية في فينديلفريدجستان. ضرب مرتين في الظهر.
10. 27 يونيو 2010: بعد 40 دقيقة فقط من إطلاق النار السابق، أصيب شاب يبلغ من العمر 29 عاماً في كتفه أثناء جلوسه في سيارة في مونخاتجاتان.
11. 24 أغسطس 2010: إطلاق النار على مطعم للوجبات السريعة في كوبنهامنسفجان. اخترقت الرصاصة المبنى لتصطدم بسيارة في الجانب الآخر، لكن لم يصب أحد.
12. 25 سبتمبر 2010: اطلاق النار على رجل يبلغ من العمر 31 عاماً خارج المستشفى الجامعي نتج عنه جرح في رأسه.
13. 10 أكتوبر 2010: أطلق الرصاص على رجل يبلغ من العمر 47 عاماً في بطنه عند محطة الأتوبيس عند تقاطع لونونتان ونورا غرايسسبيرجسجاتان. مرت الرصاصة عبر جسده.
14. 19 أكتوبر 2010: في حادث مماثل لحادث 10 أكتوبر، أُصيب رجل يبلغ من العمر 28 عاماً من ظهره من مسافة قريبة أثناء انتظار الحافلة. اخترقت الرصاصة رئة الضحية مسببة أضرارا جسيمة.
15. 21 أكتوبر 2010: أطلق النار على صبي في السادسة عشرة لكنه لم يصاب بأي أذي.
16. في ليل 21 أكتوبر 2010، تم إطلاق النار على امرأتين من خلال نافذة في كروكسبيك.

## وصلات خارجية
- سلسلة إطلاق النار في مالمو 2009-2010 (باللغة السويدية).
- خريطة للحوادث النارية في مالمو 2009-2010 (باللغة السويدية).